# Víktor Kupréitxik
Víktor Davidóvitx Kupréitxik (rus: Ви́ктор Давыдо́вич Купре́йчик, belarús: Віктар Давыдавіч Купрэйчык, Víktar Davidàvitx Kuprèitxik; Minsk, 3 de juliol de 1949 - 22 de maig de 2017) va ser un jugador d'escacs belarús que tingué el títol de Gran Mestre des de 1980.

## Resultats destacats en competició
Al començament de la seva carrera, va guanyar la medalla d'or individual al 15è Campionat del Món d'Estudiants per equips a Ybbs el 1968.
Va guanyar el Campionat d'escacs de Belarús els anys 1972 i 2003.
Va quedar primer al Torneig de Mestres de Wijk aan Zee de 1977, Kirovakan 1978 (exaequo), Obert de Reykjavík 1980, Plòvdiv 1980, Medina del Campo 1980, i el Hastings International Chess Congress el 1981/82.
El 1986 compartí el primer lloc amb Artur Iussúpov al Campionat Obert del Canadà, a Winnipeg.
El 2002 Kupreichik va guanyar el Grup B de la primera edició de l'Obert Aeroflot.
El 2010, va guanyar el Campionat d'Europa d'Escacs Ràpids.
Fou un jugador molt combatiu, que sovint ha liderat torneigs en les primeres rondes, però després ha perdut pistonada en les darreres; per exemple, als Campionats soviètics de 1979 i 1980, va guanyar 5 partides consecutives, però només va acabar 6è les dues vegades.
La seva neboda és Anastasia Sorokina.